# Білозірське лісництво
Білозірське лісництво — структурний підрозділ Черкаського лісового господарства Черкаського обласного управління лісового та мисливського господарства.
Офіс знаходиться у с. Білозір'я, Черкаський район, Черкаська область

## Лісовий фонд
Лісництво охоплює ліси Черкаського району. Площа лісництва — 4836 га.

## Об'єкти природно-заповідного фонду
У віданні лісництва перебувають об'єкти природно-заповідного фонду:
- ботанічна пам'ятка природи місцевого значення Лісові масиви сосни з дубом.

## Галерея

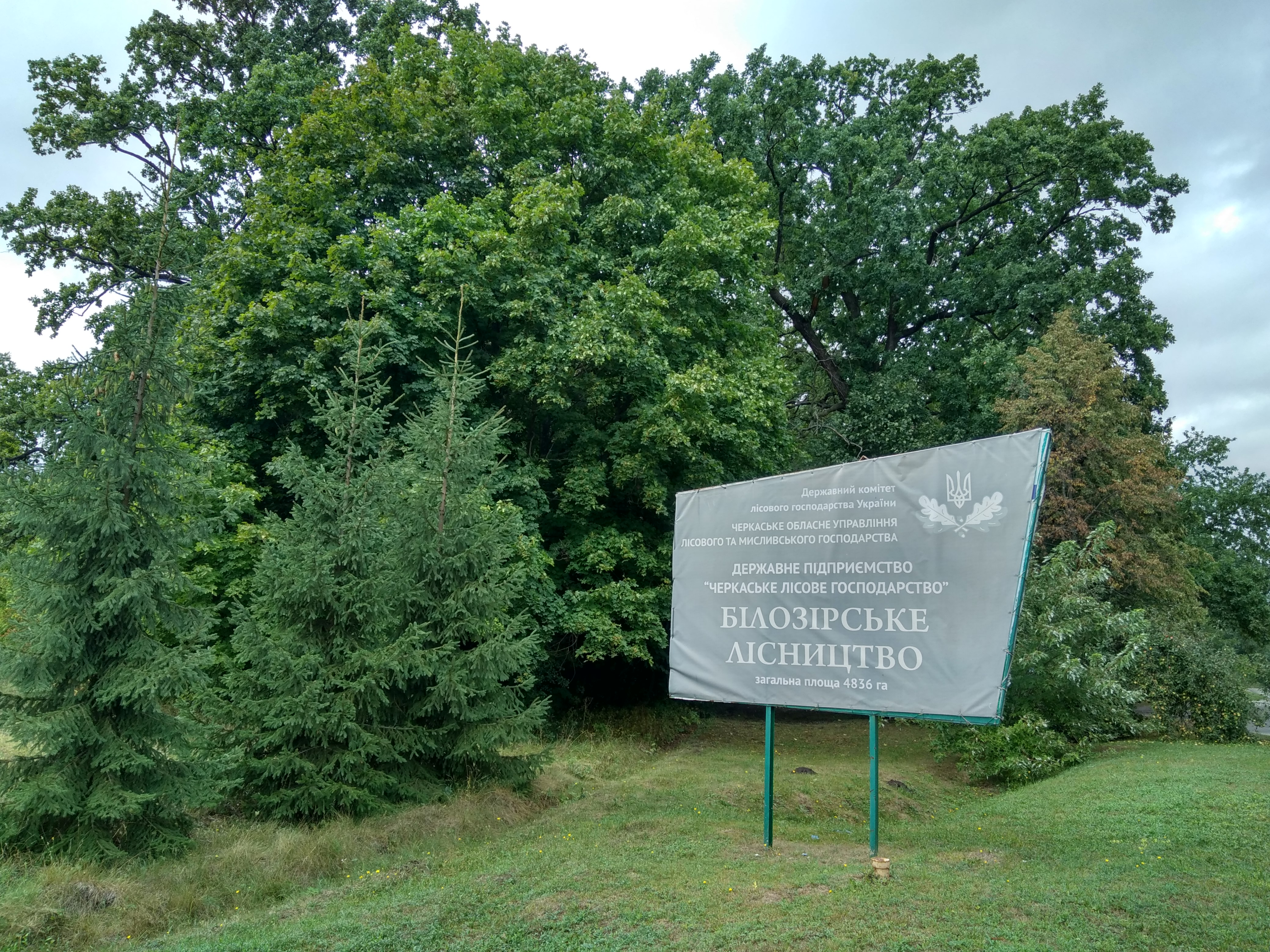